# Tricalci phosphat
Tricalci phosphat (đôi khi được viết tắt là TCP) là muối calci của axit photphoric với công thức hoá học được quy định là Ca3(PO4)2. Ngoài cái tên thông dụng trên, hợp chất còn được gọi là tribasic calci phosphat và vôi xương phosphat (BPL). Hợp chất này tồn tại dưới dạng thức một chất rắn màu trắng, có độ hòa tan thấp. Hầu hết các mẫu chất  thương mại của "tricalci phosphat" trên thực tế là hydroxyapatit.
Hợp chất này tồn tại dưới dạng ba dạng tinh thể α, α' và β. Các trạng thái α và α' ổn định ở nhiệt độ cao. Hợp chất này cũng tồn tại trong tự nhiên dưới dạng khoáng vật mang tên Whitlockit.

## Sử dụng
Tricalci phosphat được sử dụng trong các gia vị dạng bột như một chất chống ăn mòn, ví dụ như ngăn ngừa muối ăn từ việc làm bánh. Nó cũng được tìm thấy trong bột trẻ em và kem đánh răng.

### Sinh y
Hợp chất này cũng được sử dụng như là một chất bổ sung dinh dưỡng và tồn tại tự nhiên trong sữa bò, mặc dù các dạng thức phổ biến và kinh tế nhất để bổ sung calci là calci cacbonat (cần dùng cùng với thức ăn) và calci citrat (không cần  bổ sung trong thực phẩm).